# Бибиани Голд Старз
«Бибиани Голд Старз» (англ. Bibiani Gold Stars F.C.) — ганский футбольный клуб, представляющий Северо-Западную область. Участник чемпионата Ганы. Домашней ареной являлся Бибиани Парк, вместимостью 7 тысяч зрителей.

## История
Клуб был основан в 1998 году. По итогам 2015 года ему удалось подняться из третьего дивизиона во второй, в котором команда выступала на протяжении следующих шести сезонов.
Свою дебютную кампанию в чемпионате Ганы «Бибиани Голд Старз» провели в сезоне 2021/22, заняв девятое место. Первый чемпионский титул клуб завоевал в сезоне 2024/25 под руководством тренера Стивена Фримпонга Мансо.

## Достижения
- Чемпион Ганы: 2024/25

## Последние результаты
| Сезон   | Див. | Место | Кубок Ганы  |
| ------- | ---- | ----- | ----------- |
| 2020/21 | II   | 1     | 1/64 финала |
| 2021/22 | I    | 9     | 1/32 финала |
| 2022/23 | I    | 5     | 1/16 финала |
| 2023/24 | I    | 11    | 1/16 финала |
| 2024/25 | I    | 1     | 1/8 финала  |
| 2025/26 | I    |       |             |